# Édison Simão Cadaxo
Edson Simão Cadaxo (Boca do Acre, 23 de janeiro de 1921 — Cruzeiro do Sul, 7 de outubro de 2002) foi um político brasileiro que foi governador do Acre.

## Biografia
Filho de Zeferino Simões Cadaxo e de Maria Exalta Cadaxo. Com a elevação do Acre de território federal a estado mediante lei sancionada pelo presidente João Goulart e o primeiro-ministro Tancredo Neves houve eleições em 1962 e nelas foi eleito vereador pelo Partido Trabalhista Brasileiro (PTB) em Cruzeiro do Sul e, com o bipartidarismo imposto pelo Regime Militar de 1964, optou pelo Movimento Democrático Brasileiro (MDB), e foi eleito deputado estadual em 1966, 1970, 1974 e 1978, presidindo a Assembleia Legislativa do Acre de 1975 a 1977.
Filiado ao Partido do Movimento Democrático Brasileiro (PMDB), foi reeleito em 1982 e como delegado do legislativo estadual participou do Colégio Eleitoral em 1985 e votou em Tancredo Neves para presidente da República.
Eleito vice-governador do Acre na chapa de Flaviano Melo em 1986 assumiu o governo em abril de 1990 quando o titular renunciou para disputar um mandato de senador. Afastado da vida pública retornou a ela pelo Partido da Social Democracia Brasileira (PSDB), sendo eleito vice-governador de Jorge Viana (PT) em 1998. Devido a verticalização imposta pelo Tribunal Superior Eleitoral, e também por divergências com o diretório estadual do PSDB, não disputou a reeleição em 2002, mesmo ano que deixou seu partido.
Faleceu vítima de hemorragia digestiva.